# Andrzej Gawlas
Andrzej Gawlas (ur. 21 lipca 1830 w Iłownicy koło Bielska, zm. 21 marca 1898 w Suchej Górnej) – polski nauczyciel, działacz społeczny i narodowy na Śląsku Cieszyńskim.

## Życiorys
Uczęszczał do szkoły ludowej w Iłownicy, potem uczył się w gimnazjum i seminarium nauczycielskim w Cieszynie. Od 1849 pracował jako nauczyciel szkół ludowych, kolejno w Pietwałdzie (do 1852), Szonowie (1853–1860) i Suchej Górnej. Z tą ostatnią miejscowością pozostał związany do końca życia, pełniąc funkcję kierownika szkoły i angażując się w szereg działań o charakterze narodowym.
1 września 1867 z jego inicjatywy odbyła się w Suchej Górnej pierwsza zabawa narodowa. W 1883 założył Kółko Rolniczo-Oświatowe. Wspierał polskie czytelnictwo, biblioteczce działającej przy Kółku Rolniczo-Oświatowym przekazał wiele własnych książek, a także zorganizował pomoc dla absolwentów szkoły ludowej – każdy z nich, o ile wypożyczał co miesiąc jedną książkę, mógł liczyć na otrzymanie bezpłatnego ubrania z okazji ślubu. Gawlas wspierał także inicjatywy zewnętrzne, w 1885 przekazał duży datek na rzecz Macierzy Szkolnej. Działał w Towarzystwie Pomocy Naukowej i Polskim Kółku Pedagogicznym.
W okresie jego pracy w Suchej Górnej w szkole wprowadzono polski jako język wykładowy. U schyłku życia utworzył fundusz pomocy dla ubogich, funkcjonujący wiele lat po jego śmierci – do wybuchu II wojny światowej. 2 maja 1890 odebrał dyplom honorowego obywatela gminy Sucha Górna, nadany w uznaniu pracy narodowo-oświatowej. Zmarł w Suchej Górnej 21 marca 1898.